# Cabanes (rivière)
Pour les articles homonymes, voir Cabanes.
Le ruisseau de Cabanes est un cours d'eau qui traverse le département des Landes et un affluent droite de l'Adour dans le bassin versant de l'Adour.

## Hydronymie
Il porte le nom de ruisseau de Pountinbéou jusqu'à sa confluence avec le ruisseau de la Moulague (rg), puis de ruisseau de Bouhette jusqu'au lieu-dit éponyme, avant son entrée sur le territoire de Saint-Paul-Lès-Dax.

## Géographie
D'une longueur de 15,4 kilomètres, il prend sa source sur la commune de Gourbera (Landes), à l'altitude 78 mètres.
Il coule du nord vers le sud et se jette dans l'Adour à Saint-Paul-lès-Dax (Landes), à l'altitude 7 mètres.

## Communes et cantons traversés
Dans le département des Landes, le ruisseau de Cabanes traverse trois communes et un canton : dans le sens amont vers aval : Gourbera (source), Herm et Saint-Paul-lès-Dax (confluence).
Soit en termes de cantons, le ruisseau de Cabanes prend source et conflue dans le canton de Dax-Nord.

## Affluents
Le ruisseau de Cabanes a deux affluents référencés :
- le ruisseau de la Moulaque (rg) ;
- le ruisseau du Piston (ou du Peyre - rg).